# Hieracium azerbaijanense
Hieracium azerbaijanense es una especie de planta con flor del género Hieracium, de la familia Asteraceae, orden Asterales.

## Distribución
Hieracium azerbaijanense se distribuye por Irán.

## Taxonomía
Fue descrita científicamente por Lack. Fue publicada en Fl. Iranica 122: 179 (1977).